# Melitaea fixseni
Melitaea fixseni är en fjärilsart som beskrevs av Felix Bryk 1946. Melitaea fixseni ingår i släktet Melitaea och familjen praktfjärilar. Inga underarter finns listade i Catalogue of Life.